# カテゴリーキラー
カテゴリーキラー（英: Category killer）とは、家電製品や衣料品など、特定の分野（カテゴリ）の商品のみを豊富に品揃えし、低価格で販売する小売店業態。カテゴリーキラーが進出すると、商圏内の総合スーパーや百貨店は、そのカテゴリーの取り扱いを縮小もしくは撤退に追い込まれることからこう呼ばれる。
近年では「パワーセンター」と呼ばれる、異業種の複数カテゴリーキラーで構成されたショッピングセンターも増加している。

## カテゴリーキラーの例
家電
- ヨドバシカメラ
- ビックカメラ
- ヤマダ電機
- ケーズデンキ
- 上新電機
- コジマ

衣料品
- ファーストリテイリング（ユニクロ、GU）
- しまむら

ドラッグストア
- マツモトキヨシ

家具
- ニトリ
- 大塚家具

玩具
- トイザらス